# Centrale nucléaire de Lemoiz
La centrale nucléaire de Lemoiz est une centrale nucléaire située à 30 kilomètres au nord de Bilbao sur la côte Atlantique espagnole. Elle est implantée sur le territoire de la ville de Lemoiz (nom officiel de la ville en basque, son nom en espagnol est Lemóniz) une commune de Biscaye dans la communauté autonome du Pays basque espagnol.
Cette centrale n'a jamais fonctionné, pas plus qu'elle n'a été démantelée. Sa construction a été arrêtée à la suite d'une forte opposition populaire, suivie par plusieurs attentats meurtriers perpétrés par l'ETA.

## Une centrale abandonnée
La centrale est devenue aujourd'hui un vaste ensemble industriel de plus de 1 000 tonnes d'acier et 200 000 mètres cubes de béton armé, qui tombe en ruine dans un site préservé du littoral biscaïen. La centrale est gardée jour et nuit. Fermin Muguruza y voit un imaginaire parc thématique de l'euskara et il a repris ce thème dans la chanson Inkomunika-zioa.

## Historique
En 1972, ont commencé les travaux de construction de deux réacteurs à Lemoiz après l'octroi du gouvernement de Francisco Franco d'une autorisation à la société Iberduero. 

### Opposition au projet
Une mobilisation populaire sans précédent jette à plusieurs reprises des milliers de personnes dans les rues et les campagnes du Pays basque. Les plus fortes manifestations de l'opposition au projet réunissent 50 000 personnes entre Plentzia et Gorliz le 29 août 1976, et 150 000 personnes à Bilbao le 14 juillet 1977, soit 15 jours avant la Manifestation antinucléaire à Creys-Malville en France.
Le 3 juin 1979, le mouvement écologiste organise un rassemblement à Tudela (Navarre) pour demander la suspension du projet de la centrale de Lemoiz et d'autres projets nucléaires.  Lors d'un sit-in à la sortie d'un pont, le policier José Martínez Sala tire à bout portant sur une jeune militante de 23 ans, Gladys del Estal, provoquant instantanément sa mort. Une stèle à sa mémoire est érigée dans le Parc Cristina Enea de Saint-Sébastien.
Les violences institutionnelles conduisent au durcissement du mouvement antinucléaire, qui va devenir le terrain d’une lutte sans merci entre deux forces historiquement opposées, le gouvernement espagnol de Adolfo Suárez et les nationalistes basques.
Le 5 février 1981, l'ETA enlève l’ingénieur en chef de la centrale de Lemoiz, José María Ryan, âgé de 38 ans, marié et père de cinq enfants. Le 6 février l'ingénieur est découvert assassiné par ses ravisseurs, près de Bilbao. Avant de l'exécuter, ETA a exigé la destruction de la centrale, ce qu'a refusé le gouvernement espagnol. 
Outre José María Ryan, ETA fera quatre autres victimes : Ángel Pascual Múgica, l'ingénieur qui succédait à Ryan, 45 ans, marié et père de 4 enfants, Andrés Guerra, Alberto Negro et Ángel Baños.

### Fermeture
Le projet est abandonné après l'adoption d'un moratoire sur le nucléaire par le gouvernement socialiste de Felipe González le 28 mars 1984. Cependant, les activités sur le site ne cesseront définitivement que dix ans plus tard, en 1994.
Le coût cumulé année par année, de la fermeture du chantier de la centrale s'est élevé à l'équivalent de 5,8 milliards d'euros (il faut compter 3,5 milliards pour la décennie 1994-2003),.
Les contribuables espagnols devront, en outre, payer durant 25 ans les indemnités octroyées par l'État à la société d'électricité Iberduero (aujourd'hui Iberdrola), promotrice de la centrale de Lemoiz.
En 2014, le ministère de l'industrie espagnol approuve le versement de 35,6 millions d'euros d'indemnisation en raison de la fermeture de la centrale de Lemoiz. Après ce paiement, l'Etat espagnol doit encore 130 millions d'euros d'indemnisation à l'exploitant.

### Démantèlement
En 2002 est réalisé le démantèlement des équipements électroniques et techniques de la centrale nucléaire.